# Thamnophilus
A Thamnophilus a madarak osztályának verébalakúak (Passeriformes) rendjébe és a hangyászmadárfélék (Thamnophilidae) családjába tartozó nem. A család névadó faja.

## Rendszerezésük
A nemet Louis Pierre Vieillot írta le 1816-ban, az alábbi 30 faj tartozik ide:
- Thamnophilus schistaceus
- Thamnophilus murinus
- csíkos hangyászgébics (Thamnophilus doliatus)
- Thamnophilus subfasciatus[3]
- rőtsapkás hangyászgébics (Thamnophilus ruficapillus)
- Thamnophilus torquatus
- Thamnophilus zarumae
- Thamnophilus multistriatus
- Thamnophilus tenuepunctatus
- vöröshátú hangyászgébics (Thamnophilus palliatus)
- gyöngyösvállú hangyászgébics (Thamnophilus bridgesi)
- palaszínű hangyászgébics (Thamnophilus atrinucha)
- Thamnophilus bernardi
- Thamnophilus amazonicus
- Thamnophilus melanonotus
- Thamnophilus insignis
- Thamnophilus divisorius
- Thamnophilus melanothorax
- Thamnophilus nigriceps
- Thamnophilus praecox
- Thamnophilus nigrocinereus
- Thamnophilus cryptoleucus
- Thamnophilus caerulescens
- Thamnophilus unicolor
- Thamnophilus aethiops
- Thamnophilus aroyae
- Thamnophilus punctatus
- Thamnophilus stictocephalus
- Thamnophilus pelzelni
- Thamnophilus sticturus
- Thamnophilus ambiguus

## Előfordulásuk
Mexikó, Közép-Amerika és Dél-Amerika területén honosak. A természetes élőhelyük a szubtrópusi vagy trópusi erdők, szavannák és cserjések. Állandó, nem vonuló fajok.

## Megjelenésük
Testhosszuk 13-17 centiméter közötti.

## Életmódjuk
Ízeltlábúakkal, főleg rovarokkal táplálkoznak.